# Kadastiku järv
Kadastiku järv är en sjö i Estland. Den ligger i Tõrva kommun (före 2017 Hummuli kommun) i landskapet Valgamaa. Kadastiku järv ligger 68 meter över havet. Dess storlek är 0,068 kvadratkilometer. Den avvattnas av Pedeli jõgi.